# Aphnaeus phanes
Aphnaeus phanes är en fjärilsart som beskrevs av Henry Trimen 1873. Aphnaeus phanes ingår i släktet Aphnaeus och familjen juvelvingar. Inga underarter finns listade i Catalogue of Life.